# سيلفي هينروتين دينيس
سيلفي هينروتين دينيس (بالفرنسية: Sylvie Denis)‏ هي كاتبة خيال علمي فرنسية، ولدت في 10 نوفمبر 1963 في تلانس في فرنسا.